# Sugar Daddy
Sugar Daddy er reggae/hård rock-bandet Blunts fjerde album der blev udgivet den 22. august 2015. Albummet er produceret af Jacob Bredahl og optaget i Dead Rat Studio, med master af amerikanske Brad Boatright. 
Albummet fortsætter Blunts eksperimenterende stil, med åbenlyse henvisninger til andre kunstnere. Mr. Dynamite er inspireret af James Browns Get Up (I Feel Like Being a) Sex Machine, Tribute To Madness handler om bandet Madness, og coveret er en parodi på Red Hot Chili Peppers album Mother's Milk.

## Numre
Musikken er komponeret af Jakob Barndorff-Nielsen, Jacob Lyngsdal, Mikkel Govertz, og Niels Bach Storgaard. Teksterne er skrevet af Jakob Barndorff-Nielsen og Jimmie Tagesen. 
| #   | Titel                    | Længde |
| --- | ------------------------ | ------ |
| 1.  | "Less Than Nothing"      | 2:57   |
| 2.  | "Good For Nothing"       | 4:29   |
| 3.  | "Hollow Sun"             | 4:24   |
| 4.  | "High Five In Hell"      | 3:02   |
| 5.  | "All The Whisky Is Gone" | 3:12   |
| 6.  | "The Gods Are Laughing"  | 4:13   |
| 7.  | "Mr. Dynamite"           | 4:43   |
| 8.  | "Seven Hells"            | 5:08   |
| 9.  | "Tribute To Madness"     | 3:18   |
| 10. | "Door To Door Preacher"  | 5:24   |
| 11. | "Mongolian Donut"        | 1:59   |

## Musikere
- Jimmie Tagesen – Vokal
- Jakob Barndorff-Nielsen – Bas og vokal
- Jacob Lyngsdal – Guitar
- Niels Bach Storgaard - Guitar
- Anders Enøe – Trommer
- Mikkel Goverts – Keyboard
- Lasse Enøe – Saxofon

- Mads Schaarup – Guitar på The Gods Are Laughing og Tribute To Madness
- Feike Van der Woude – Percussion på The Gods Are Laughing og Tribute To Madness
- Jens-Peter Møller - Percussion på Good For Nothing og Mr- Dynamite
- Jens Balder Sørensen - Trombon på Mr. Dynamite
- Jonas Scheffer Kristensen - Trompet på Mr. Dynamite
- Mads Hvid Jørgensen - Kor på Tribute To Madness
- Theis Svanborg Michaelsen - Kor på Tribute To Madness